# اوباخ-پالنبرگ
شهر اوباخ-پالنبرگ (به آلمانی: Übach-Palenberg) در ایالت نوردراین-وستفالن در کشور آلمان واقع شده‌است.

## نگارخانه

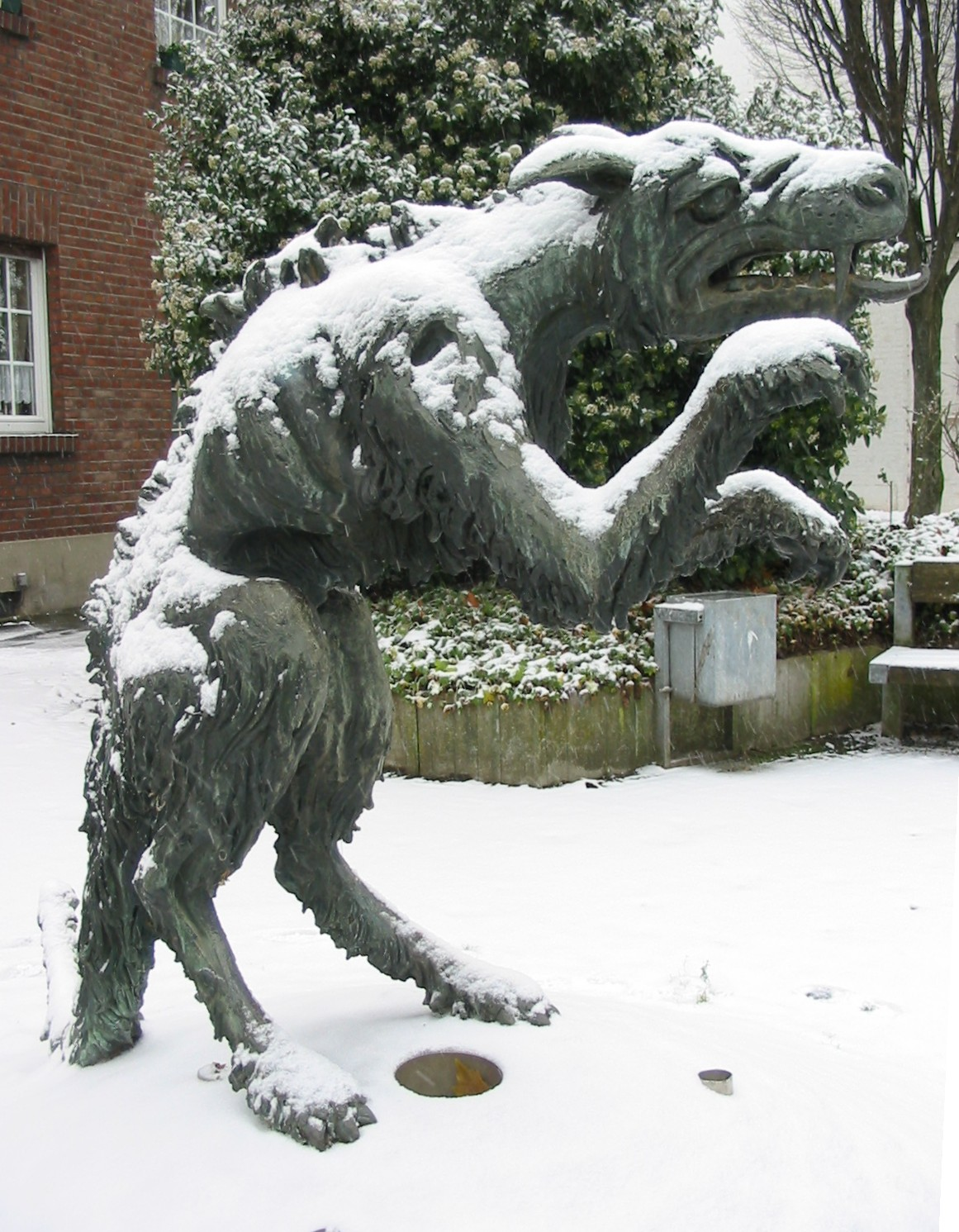